# Puntous
Puntous település Franciaországban, Hautes-Pyrénées megyében. Lakosainak száma 158 fő (2022. január 1.). Puntous Guizerix, Barthe, Betpouy, Campuzan, Hachan, Larroque, Puydarrieux és Sadournin községekkel határos.

## Népesség
A település népességének változása:
| Lakosok száma | 197  | 190  | 192  | 181  | 173  | 165  | 163  | 160  | 158  |
|               | 2013 | 2015 | 2016 | 2017 | 2018 | 2019 | 2020 | 2021 | 2022 |